# Matra MAX 90
Matra MAX 90 (MAX 90) је био професионални рачунар фирме Matra који је почео да се производи у Француској од 1984. године.
Користио је Intel 8088 као микропроцесор. RAM меморија рачунара је имала капацитет од 128 KB или 256 KB (до 1 MB). 
Као оперативни систем кориштен је MS DOS, CP/M 86 опционо.

## Детаљни подаци
Детаљнији подаци о рачунару MAX 90 су дати у табели испод.
|                       |                                                                           |
| [ 1 ]                 |                                                                           |
| Произвођач            |                                                                           |
| Тип                   | професионални рачунар                                                     |
| Меморија              | 128 или 256 (до 1 MB)                                                     |
| Поријекло             | Француска                                                                 |
| Година                | 1984                                                                      |
| Тастатура             | пуни помак тастера 92 тастера са нумеричком тастатуром и тастерима смјера |
| Процесор              |                                                                           |
| Фреквенција процесора | 8                                                                         |
| RAM                   | 128 или 256 (до 1 MB)                                                     |
| ROM                   | 2                                                                         |
| Текст                 | 80 знакова X 24 линије                                                    |
| Графика               | 640 x 288 тачака са опционом графичком картицом                           |
| Боја                  | једна боја, зелена                                                        |
| Звук                  | уграђени звучник                                                          |
| Димензије             | 42 (ширина) x 51 (дубина) x 38 (висина)                                   |
| Портови               |                                                                           |
| Оперативни систем     |                                                                           |